# Poppelsdorfer Schloss

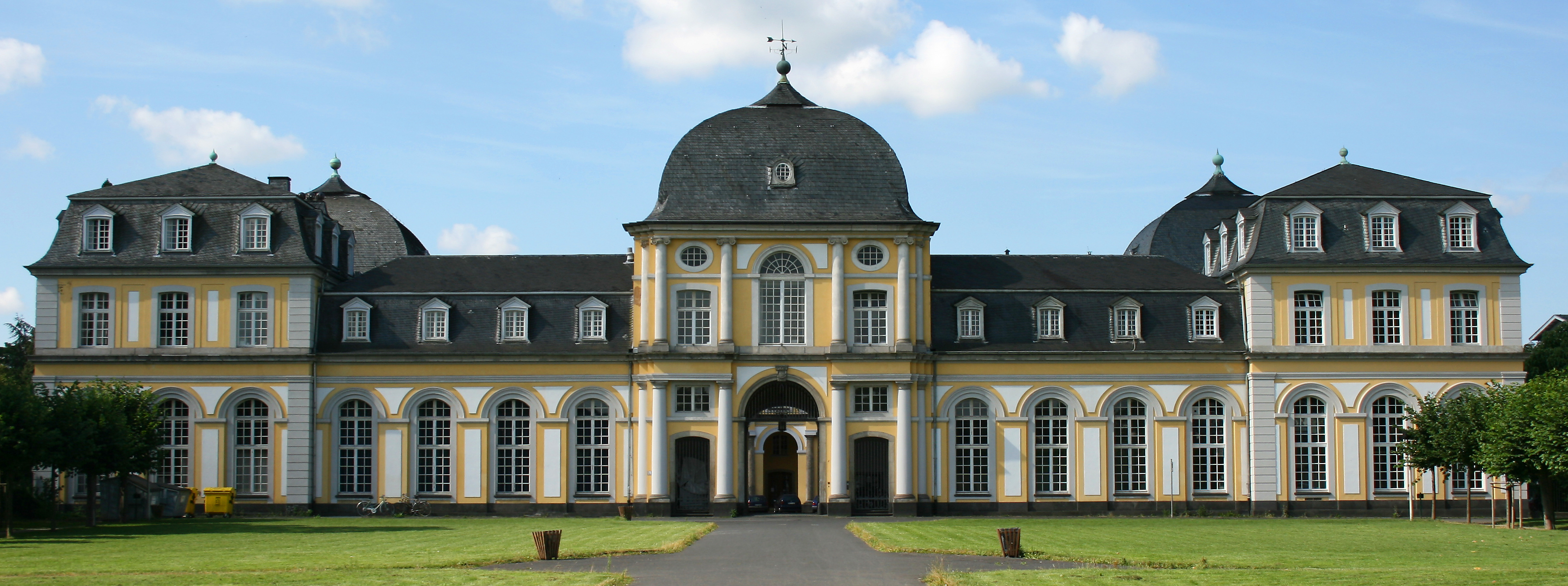
Poppelsdorfer Schloss, Alleeseite

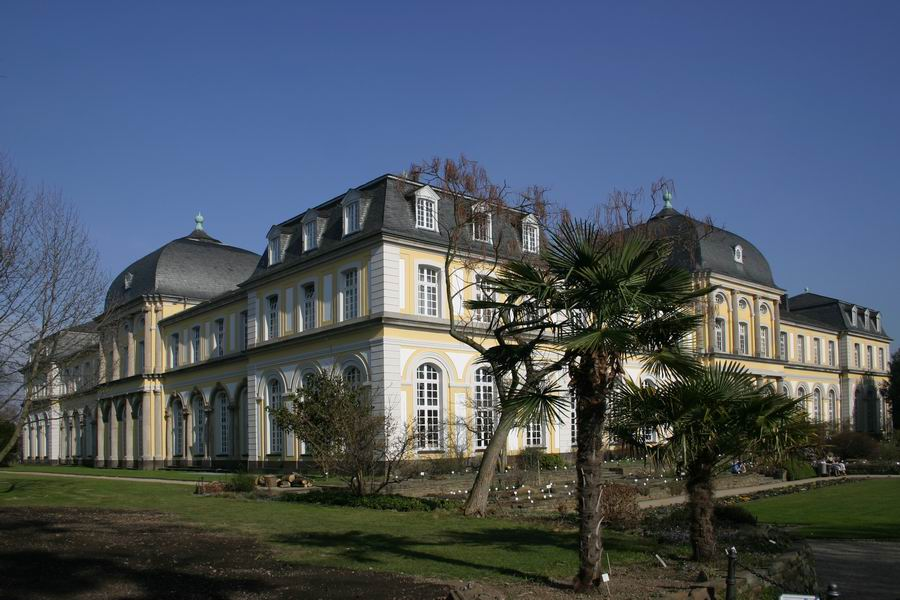
Poppelsdorfer Schloss vom Eingang des Botanischen Gartens aus gesehen

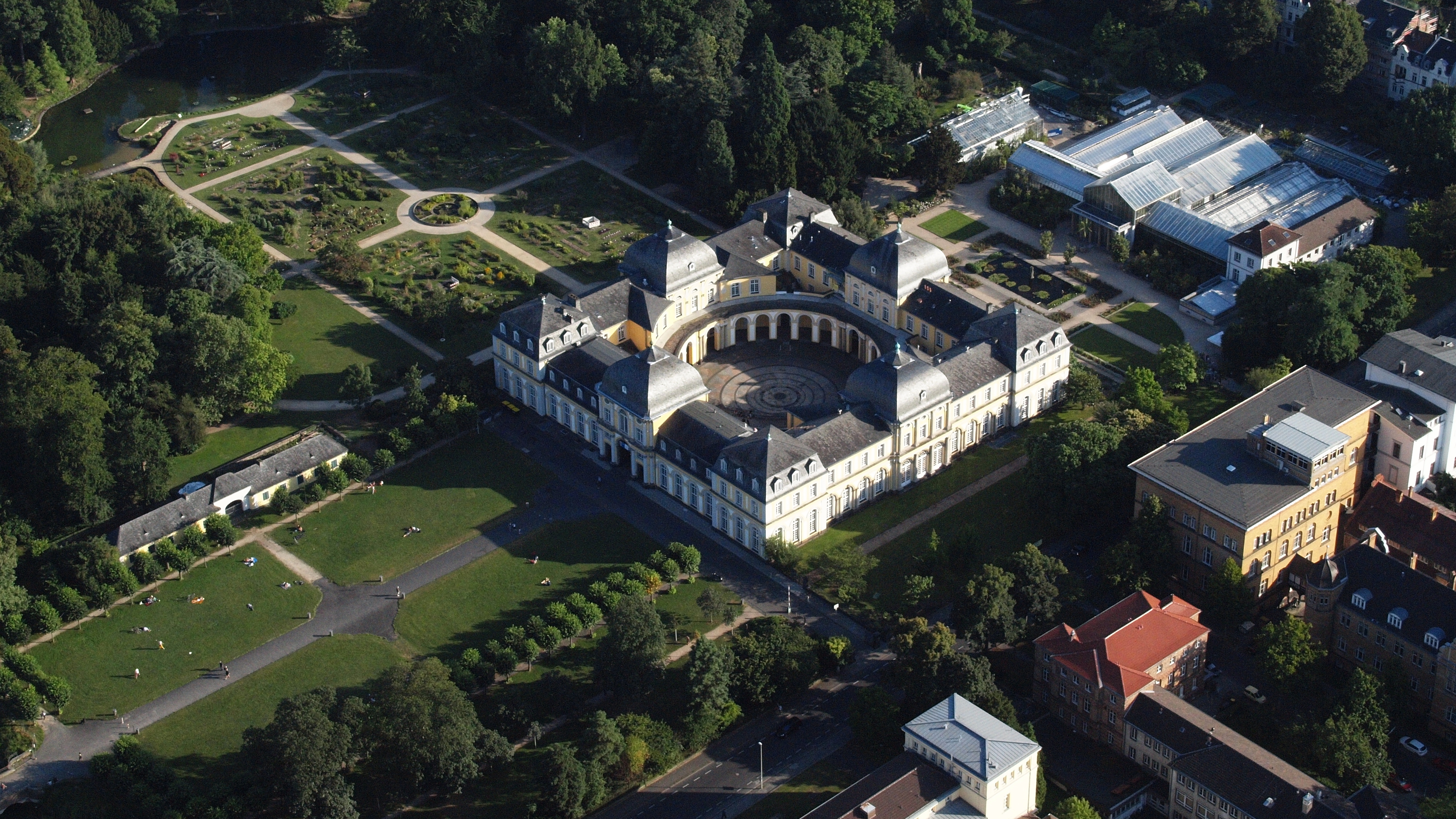
Poppelsdorfer Schloss, Luftaufnahme aus nördlicher Richtung

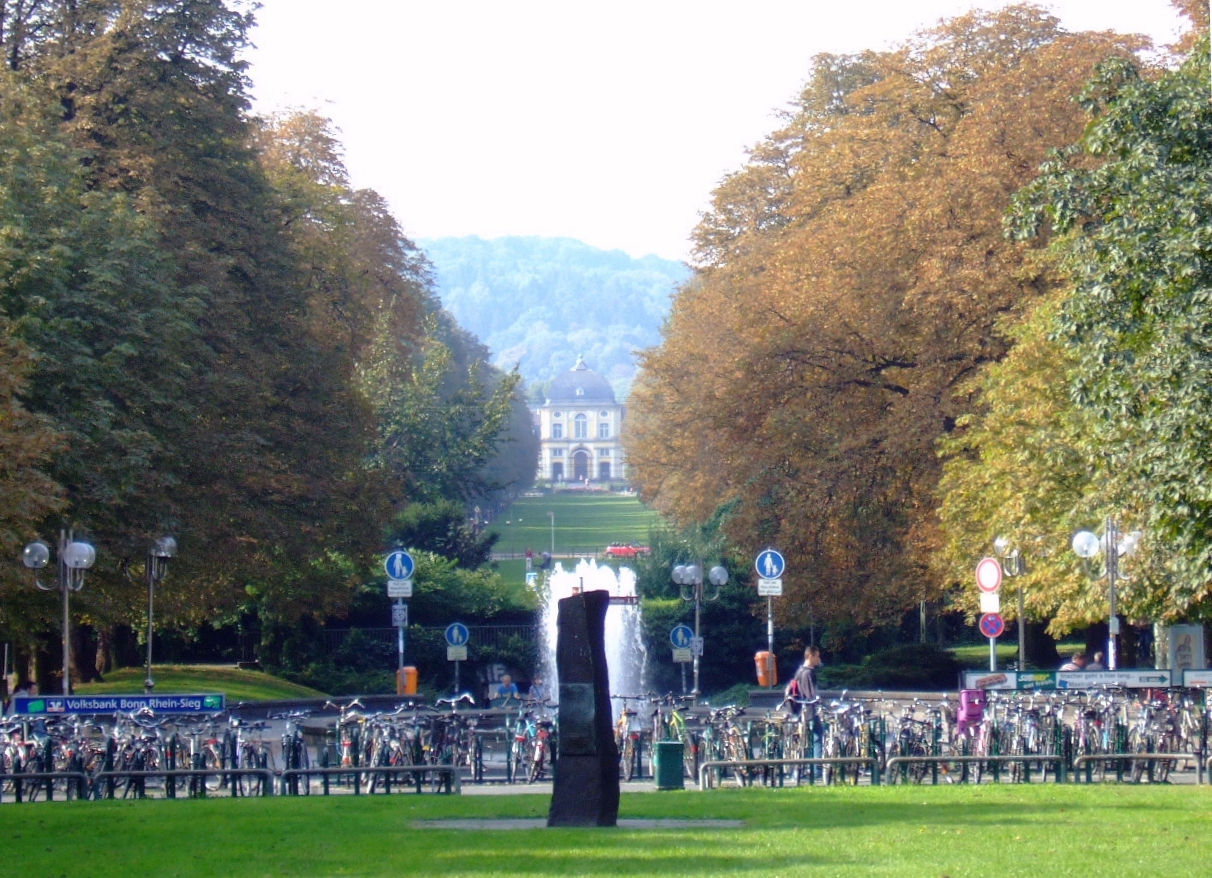
Blick auf das Schloss über die Poppelsdorfer Allee

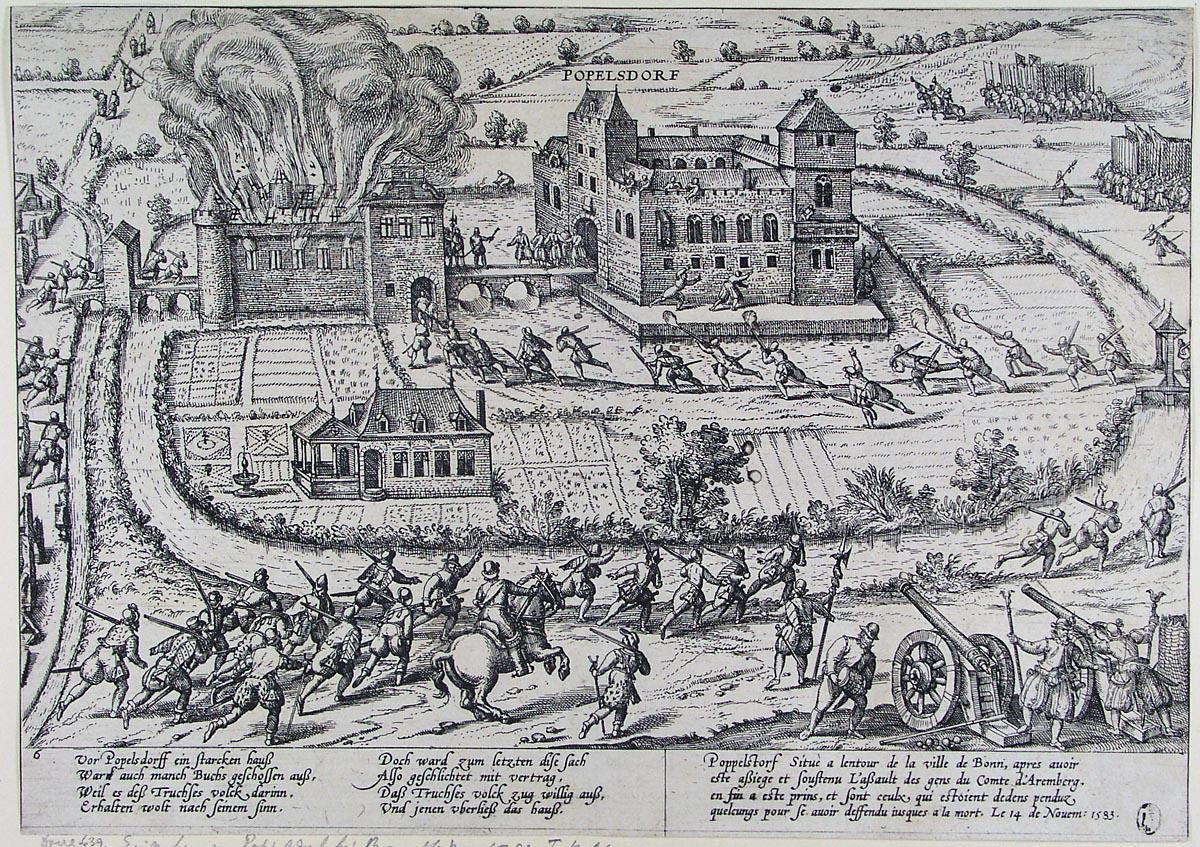
Einnahme des Vorgängerbaus, der Poppelsdorfer Burg, 1583 (Radierung: Frans Hogenberg)

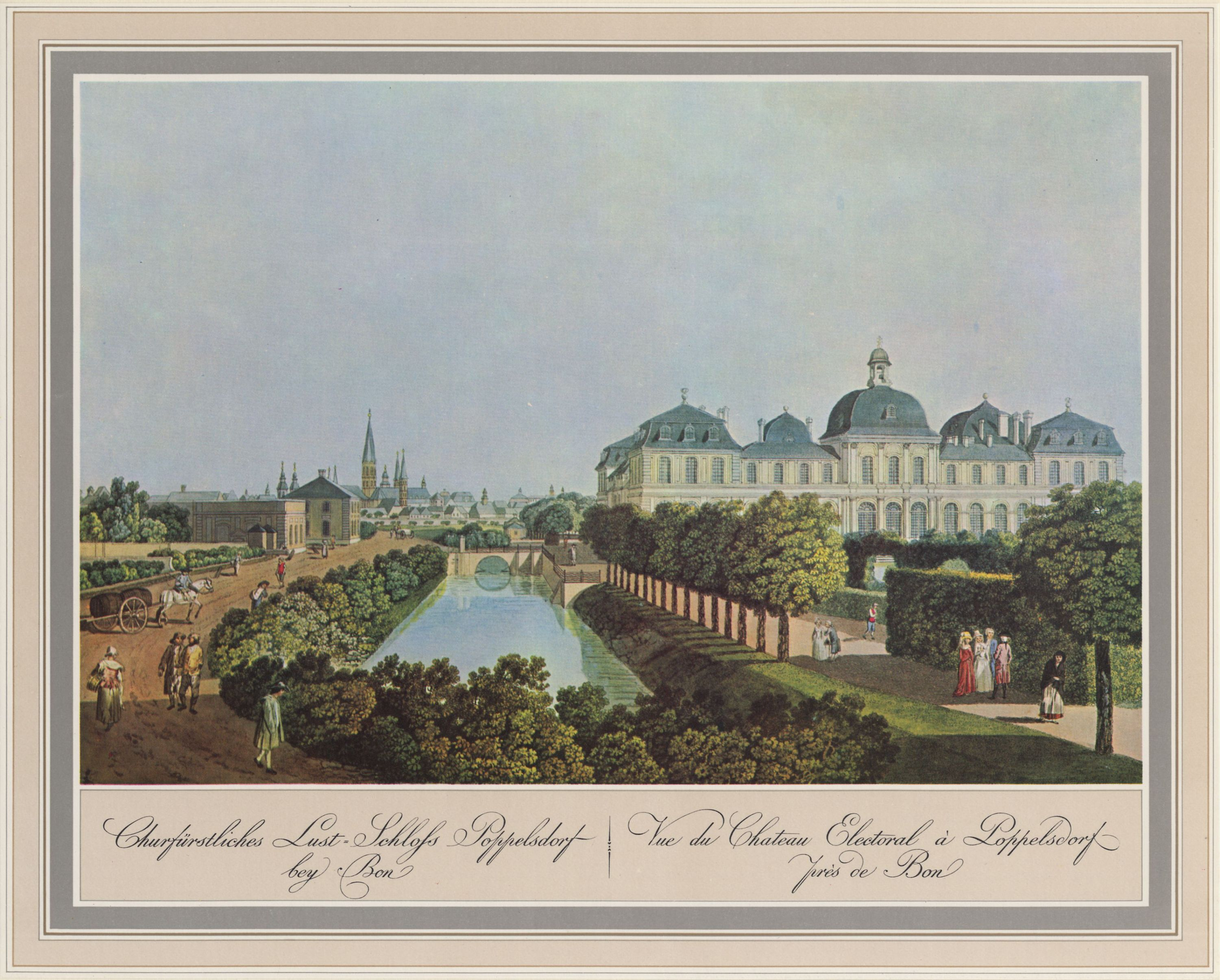
Illustration von Johann Andreas Ziegler, 1792

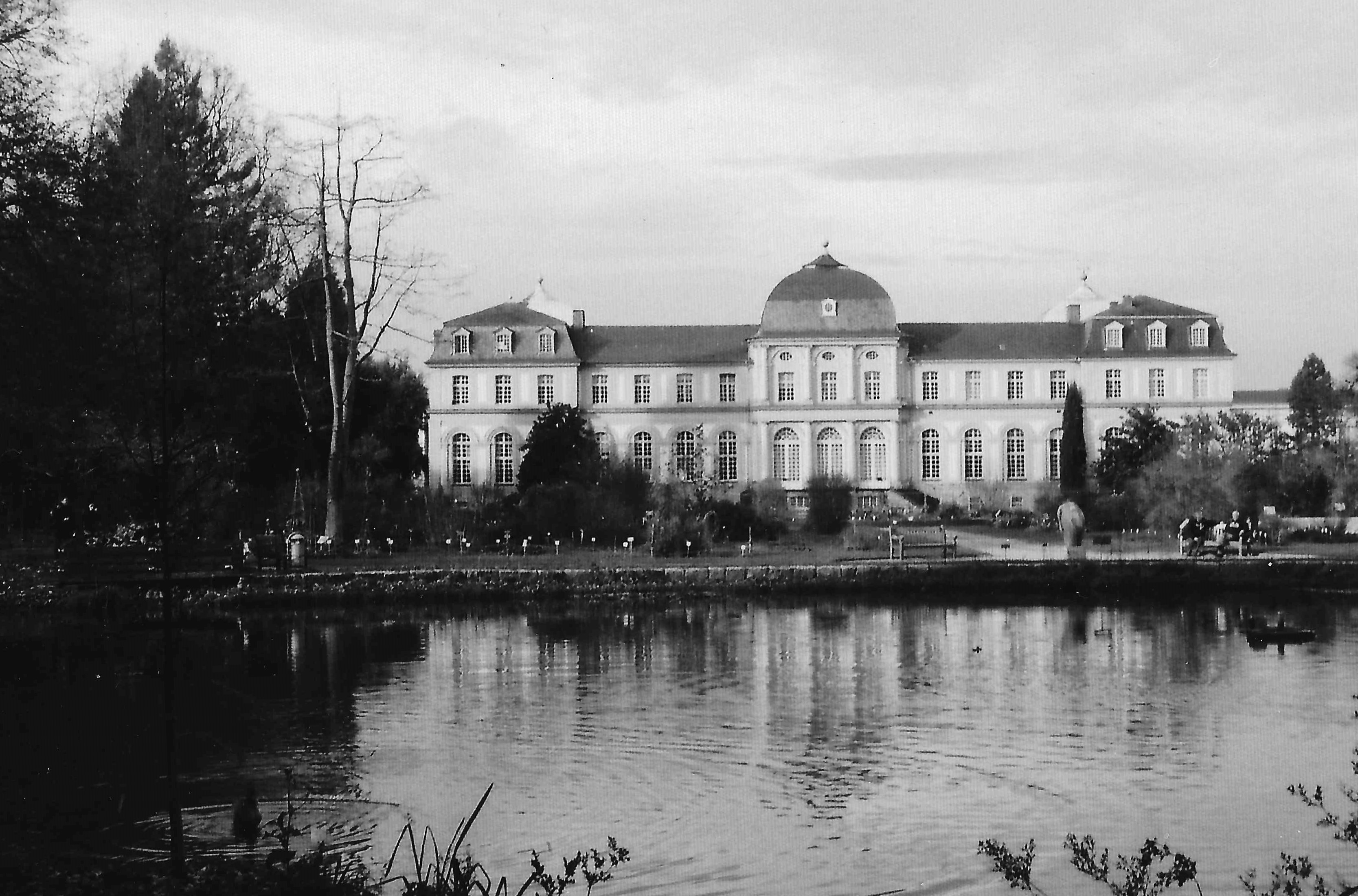
Das Poppelsdorfer Schloss mit Wassergraben vom Botanischen Garten aus betrachtet.

Das Poppelsdorfer Schloss ist ein Barockschloss im Bonner Ortsteil Poppelsdorf.

## Schlossbau
Das Poppelsdorfer Schloss ist der Nachfolgebau einer im Truchsessischen Krieg 1583 zerstörten gotischen Wasserburg und wurde von 1715 (Grundsteinlegung 21. August) bis 1740 geplant und errichtet. Architekt war der Franzose Robert de Cotte. Bauherren waren der Kölner Kurfürst Joseph Clemens und sein Neffe und Nachfolger Clemens August, der es nach Plänen von Balthasar Neumann erweitern ließ. Nach seinen Bauherren wurde es auch Lustschloss Clemensruhe genannt.

## Umgebung des Schlosses
In Richtung Rhein ist als Verbindung und Sichtachse zum Kurfürstlichen Schloss, dem heutigen Hauptgebäude der Universität Bonn, die Poppelsdorfer Allee angelegt. Ursprünglich sollte dort ein Kanal verlaufen, der wegen Wassermangels nicht realisiert wurde. In Verlängerung der Sichtachse in der entgegengesetzten Richtung liegt die barocke Kirche auf dem Kreuzberg. Das Poppelsdorfer Schloss steht gemeinsam mit der Poppelsdorfer Allee, dem Botanischen Garten und einem Wachhäuschen als Baudenkmal unter Denkmalschutz.

## Das Schloss in der Preußenzeit
Unter der Herrschaft der Preußen wurden 1818 das Schloss und auch der angrenzende Park zum Eigentum der Universität. Noch im selben Jahr wurde der Park zum Botanischen Garten Bonn umgestaltet, der heute auf 6,5 Hektar Fläche mit elf Gewächshäusern etwa 10.000 Pflanzenarten aus 388 Pflanzenfamilien zeigt.
1863 erhielt der berühmte Chemiker A. W. Hofmann einen Ruf nach Bonn und man ließ dafür das Poppelsdorfer Schloss nach seinen Plänen zu einem chemischen Institut umbauen. Letztlich lehnte Hofmann den Ruf an die Universität Bonn ab und nahm stattdessen 1864 den Ruf an die immens umgebaute Friedrich-Wilhelms-Universität Berlin an.
Die Gewächshäuser des Botanischen Gartens wurden im Winter 1944/45 stark zerstört, rund zwei Drittel des Schlosses fielen dem großen Bombenangriff auf Bonn im Februar 1945 zum Opfer. Der gesamte westliche Teil von der Schlosskapelle bis zum sog. Grottensaal von 1756, der bis dahin fast hundert Jahre Ausstellungsraum des Mineralogischen Museums im Nordwestflügel gewesen war, wurden bis auf die Grundmauern vernichtet. Lediglich der Nordturm blieb unbeschädigt, in dem Gottfried und Johanna Kinkel gewohnt und 1840 den Maikäferbund gegründet hatten. Mit dem Wiederaufbau des Arkadenrundhofs wurde ab dem Spätsommer 1949 unter der Leitung des Oberbaurates Bernhard Gelderblom begonnen.

## Heutige Nutzung
Heute sind im Schloss neben dem wiedererbauten Mineralogischen Museum der Universität Bonn verschiedene naturwissenschaftliche Einrichtungen wie Teile des Steinmann-Instituts für Geologie, Mineralogie und Paläontologie, das Institut für Zoologie und das Institut für Molekulare Physiologie und Entwicklungsbiologie. Zeitweilig untergebracht waren dort Teile von LIMES (Life and Medical Sciences Bonn), welche jedoch nach Fertigstellung eines eigenen Gebäudes im Jahr 2010 in dieses umgezogen sind. Im Innenhof finden in der Sommersaison allsamstäglich die Poppelsdorfer Schlosskonzerte statt, die von der Klassischen Philharmonie Bonn unter der Leitung von Heribert Beissel aufgeführt werden.

## Sanierung

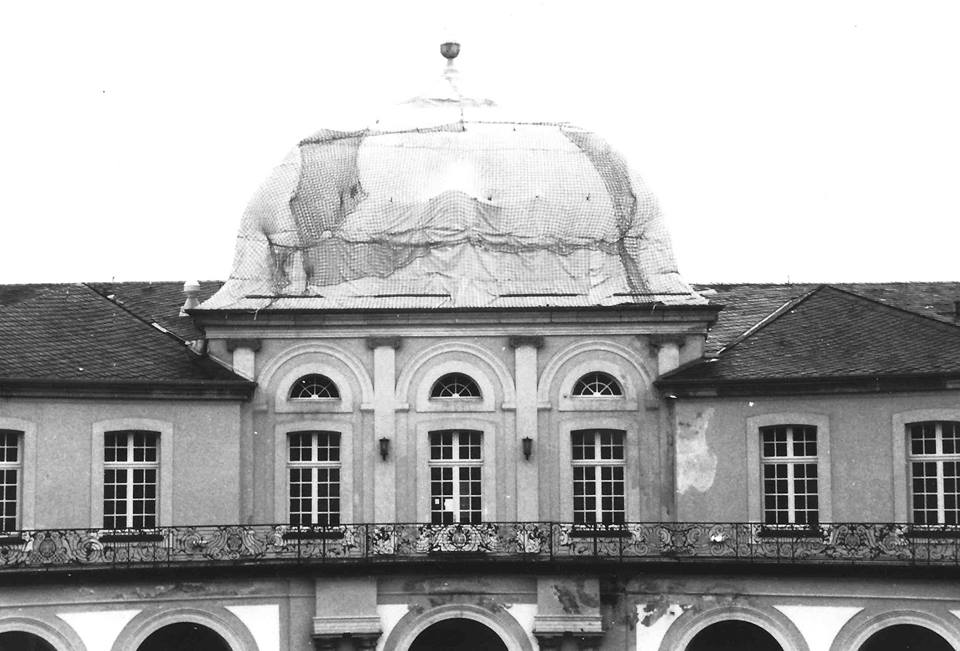
Dachsicherung Poppelsdorfer Schloss

2014 wurde festgestellt, dass die Schieferbedeckung marode war und sich bereits einige Schieferplatten gelöst hatten. Um zu verhindern, dass Passanten durch herunterfallende Platten gefährdet werden, wurden große Teile des Dachs mit Netzen und Textilien gesichert. Durch die marode Bedeckung wurde auch die Schalung angegriffen. Im Juni 2017 begann die zunächst auf zweieinhalb Jahre veranschlagte Sanierung des Daches, die aufgrund eines Rechtsstreits mit einem vom Bau- und Liegenschaftsbetrieb NRW bei dem Vergabeverfahren ausgeschlossenen Unternehmen bereits im November 2017 wieder gestoppt und nach erfolgter Neuausschreibung erst im Februar 2019 wieder aufgenommen wurde.

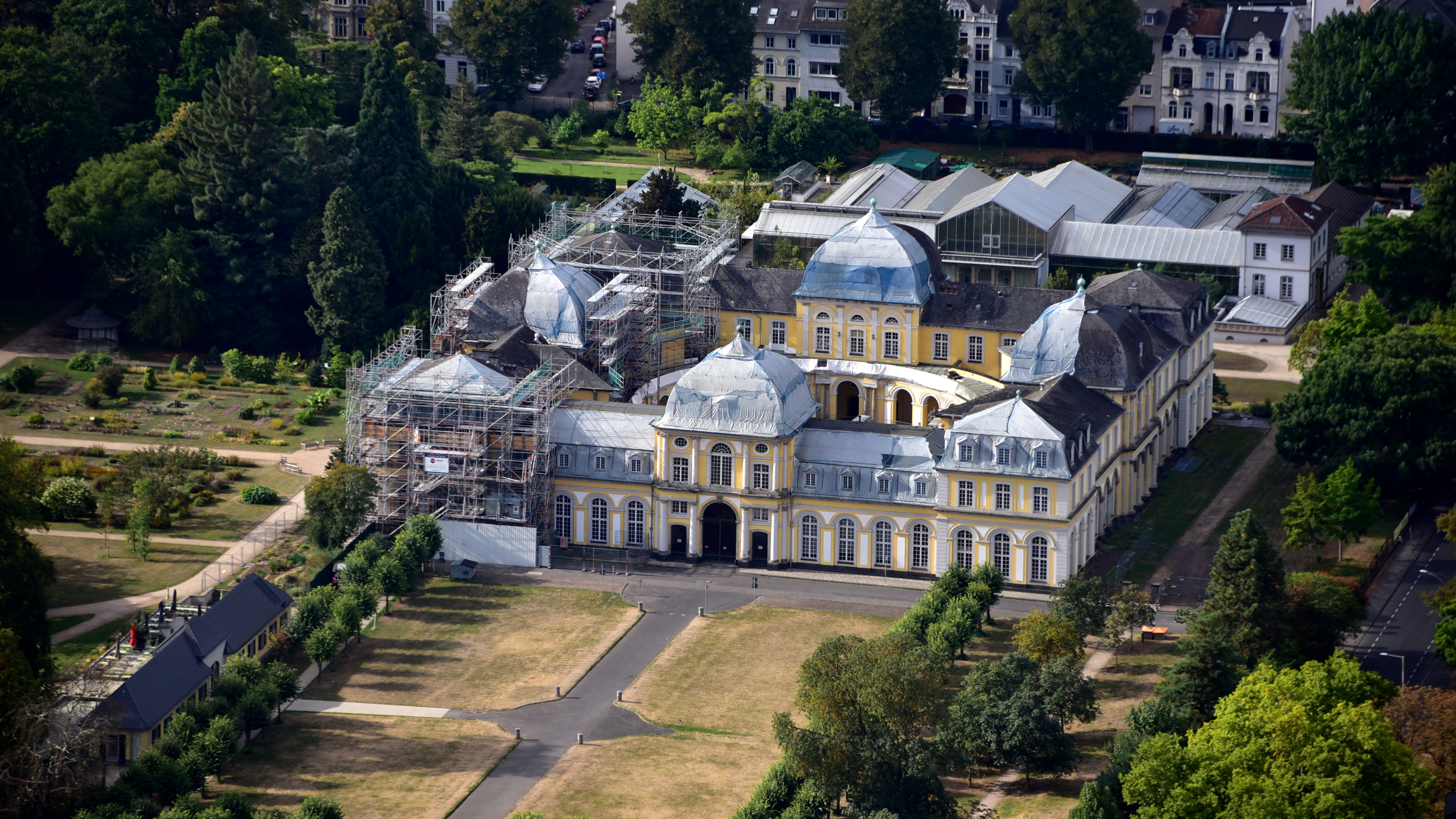
Sanierung September 2018, Luftaufnahme

## Weitere Schlossbauten von Clemens August I.
Der den Schlossbau vollendende Kurfürst Clemens August I. ließ neben dem Poppelsdorfer Schloss (1715–1740) das nicht mehr vorhandene Schloss Herzogsfreude als Jagdschloss im heutigen Bonner Stadtteil Röttgen (1753–1755), die Schlösser Augustusburg und Falkenlust in Brühl (1723–1746) als Jagd- und Sommerschlösser, das Schloss Clemenswerth im emsländischen Sögel (1737–1747) und das nur teilweise verwirklichte Schloss Liebenburg bei Goslar (1754–1760) bauen. Daneben ließ er im Zeitraum 1751–1757 durch den Bonner Baumeister Michel Leveilly nach Plänen von François de Cuvilliés dem Älteren das Kurfürstliche Schloss um das Koblenzer Tor erweitern.